# Râul Turbați
Râul Turbați este un curs de apă, afluent al râului Blahnița.

## Hărți
- Harta Munților Parâng [nefuncțională – arhivă]